# 伊薩卡 (紐約州鎮)
伊薩卡（英語：Ithaca）是一個位於美國紐約州湯普金斯縣的鎮。

## 人口
根據2020年美國人口普查的數據，伊薩卡的面積為78.50平方千米，當中陸地面積為75.00平方千米，而水域面積為3.50平方千米。當地共有人口22283人，而人口密度為每平方千米284人。